# Yamaha YX600 Radian
Yamaha YX600 Radian (Мотоцикл для города и асфальтовых трасс) — мотоцикл, изготовленный на Yamaha Motor Company. Изготавливался с 1986 по 1990 годы. Радиан был оснащен двигателем Yamaha 598cc, с воздушным охлаждением. Рядный 4 цилиндра, который использовался в Yamaha FZ-600, и в серии FZR . Изначально проектируются с 528cc для XJ550 Seca и Maxim.
YX600 Радиан получил менее производительное шасси, чем его спортивные родственники, чтобы сделать машину более доступной.
Двойные задние амортизаторы, задние барабанные тормоза, а также отсутствие обтекателей производительности, делая внешний вид мотоцикла на все более и более популярным в то время «Naked bike».
Хотя силовой агрегат Радиан имел несколько меньшую производительность, чем его гоночные аналоги, в Yamaha FZ-600, было отмечено, что мягкая отстройка аппарата на самом деле способствовало его популярности и мощности. От нуля до 60 миль в час за четыре секунды преодолевает YX600 Радиан.

## Основная информация
Модель: Yamaha YX 600 Radian
Год: 1986—1990
Тип: Naked bike

## Двигатель и привод
Рабочий объём: 599 см3
Тип: Четырёх цилиндровый рядный
Тактов: 4
Мощность: 52.43 л.с. (38.3 кВт)) @ 9000 об./мин.
Компрессия: 10.0:1
Диаметр х Ход поршня: 58,5×55.7 мм (2.3 x 2.2 дюймов)
Крутящий момент: 35.61 Н·м (3.6 kgf-m / 26.3 ft.lbs) @ 7500 об./мин.
Топливная система: Carburettor. 4 mikuni BS30ґs 30mm Constant Vacuum
Клапанов: 2

Контроль топлива: DOHC
Тип запуска: Электростартер
Зажигание: TCI full transistor ignition
Смазка двигателя: wet sump
Охлаждение: Воздушное
Коробка передач: 6 скорости
Привод: Цепь
Сцепление: wet plate
Размеры
Высота: 1095 мм
Длина: 2075 мм
Ширина: 770 мм
Дорожный просвет: 145 мм
Высота по седлу: 765 мм

## Ходовая
Колесная база: 1385 мм
Рама: double downtube full cradle, box section steel wingarm
Угол наклона вилки: 27,0°
Трейл: 128 мм
Передний амортизатор: 36mm shocks
Ход спереди: 140 мм
Задний амортизатор: 2 shock absorbers, adjustable for spring preload
Ход сзади: 98 мм
Цвета: blue, red, black
Скорость и ускорение
Макс. скорость: 201.1 (125.0 mph)

## Прочее
Вместимость бензобака: 12 л.
Резервный бензобак: 2.5 л.
Передняя покрышка: 110/90-16
Задняя покрышка: 130/90-16
Передний тормоз: Два диска
Задний тормоз: Барабанный
Выхлоп: 4 into 2 system